# 太田城 (摂津国)
太田城（おおだじょう）は、大阪府茨木市にあった日本の城（平城）。

## 概要

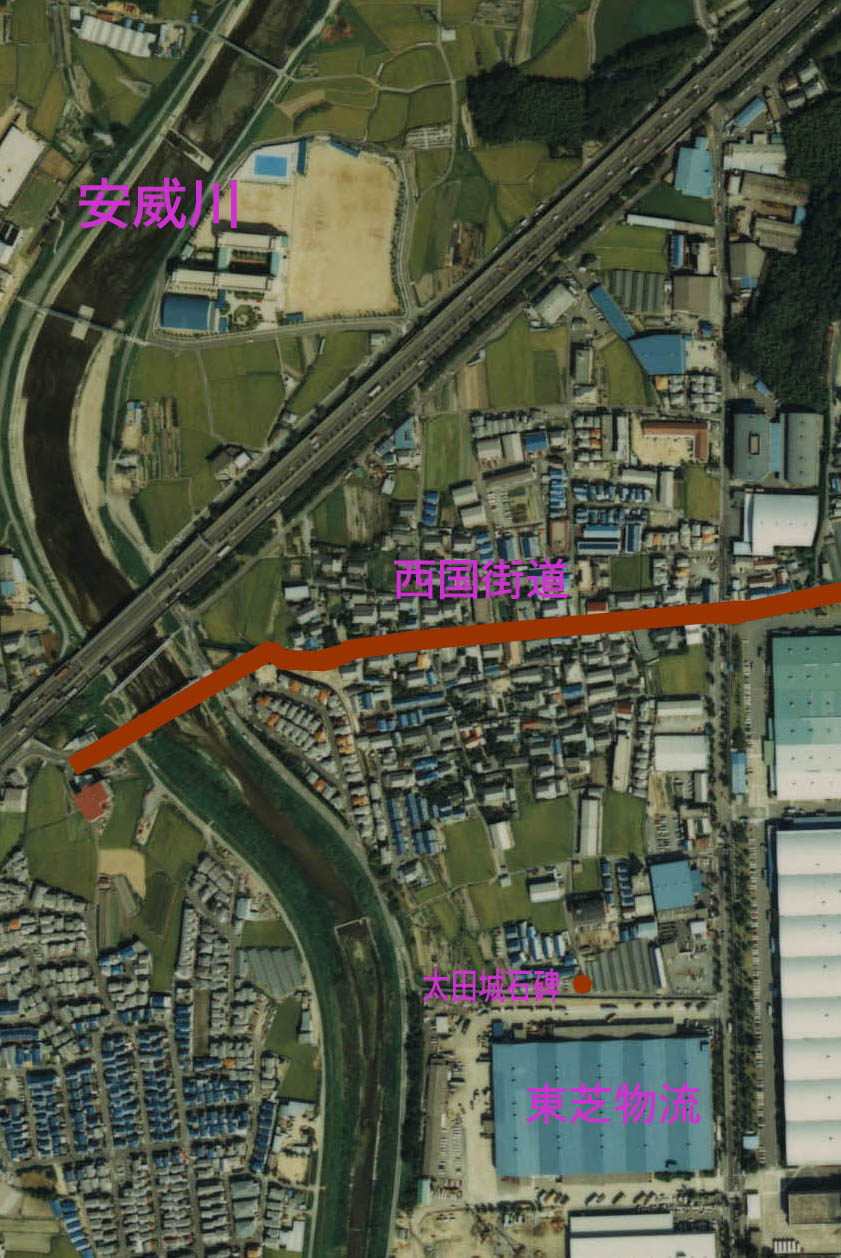
1987年の太田城推定地周辺の空中写真

太田城は、この地域では最も古い城で平安時代末期、1180年前後太田頼基が築いたと言われている。この周辺では池田城が建武元年（1334年）前後に築城されたが、太田城はそれより150年前に築城されたと思われている。
太田城の正確な位置は解っていないが、西国街道に接した南側、安威川と東岸、城の半分は現在の東芝中央倉庫が推定地、規模としては東西、南北150m前後ではないかと考えられている。城の東端に高さ2m程度の城の山という場所があり、その位置から推定すると物見櫓的な働きをしていたと思われるが、現在そのような場所は確認できない。
昭和35年（1960年）、太田城の跡地の半分を東芝が取得し、中央倉庫を建設するために土地造成を実施、西方で青味がかった巾2-3mの土が50m続いて出てきたが、遺物はなにも出土されなかった。この東芝工場は2008年3月末で閉鎖された。
平安時代の城であった太田城は、南北朝時代、戦国時代の本格的な城郭とは違い、砦、居館、館城の域を脱しなかったのではないかと思われている。

## 沿革

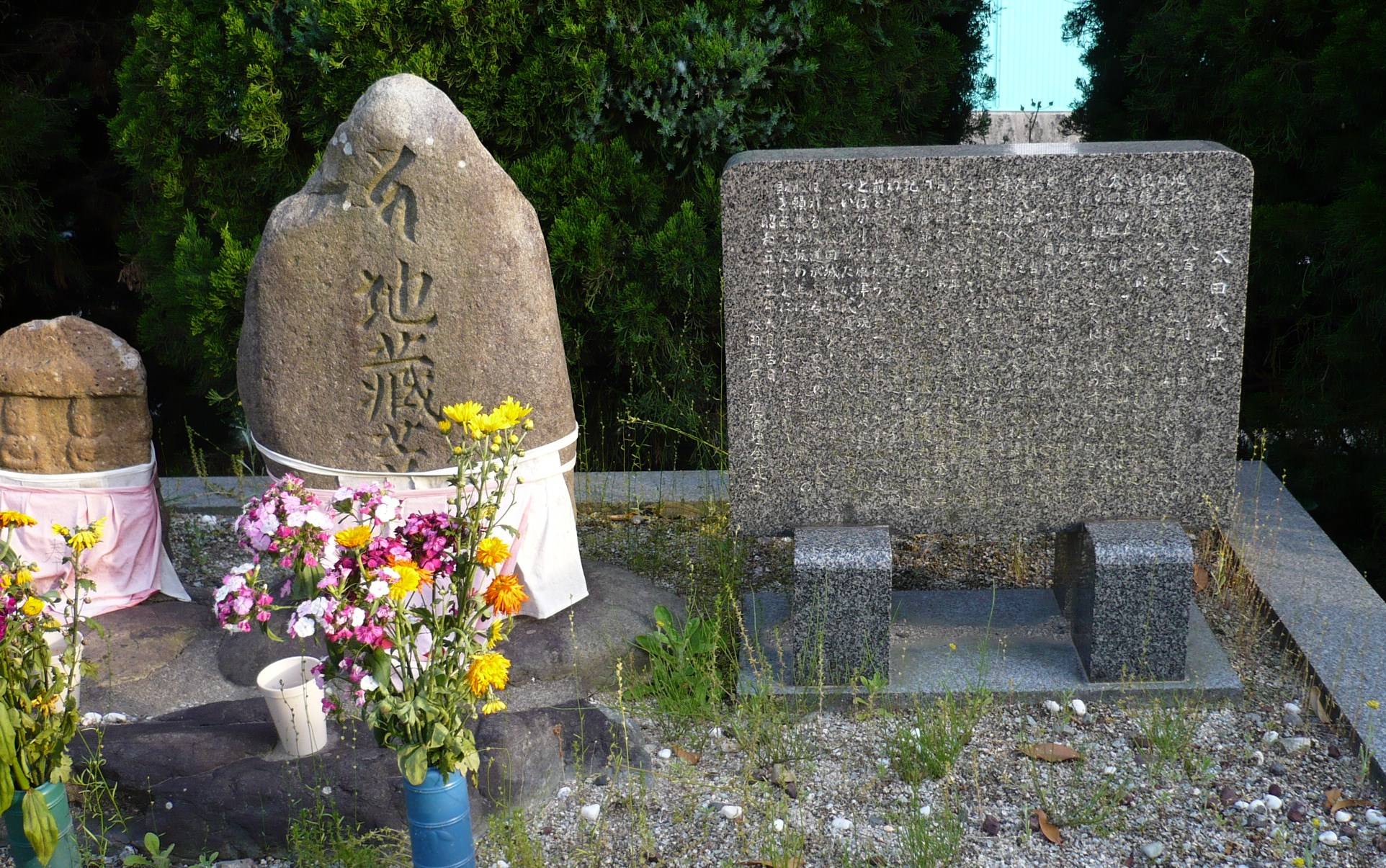
太田頼基の碑

太田城は太田頼基が築城したとされているが、明確な古文献は見受けられないため細部に関しては不明な点が多い。ただし、太田頼基に関する記述はいくつか残っている。
平家物語巻第四の治承4年（1180年）4月9日の夜の一節に
| 「               | 摂津国には、多多蔵人行綱こそ候へども、新大納言成親卿の反乱の時、同心しながら返忠したる不当人にて候へば、申すに及ばず。さりながら、其の弟多田次郎朝実、手島冠者高頼、太田太郎頼基。 | 」 |
| —平家物語 巻第四 | |    |

とあり、多田行綱、多田知実、能瀬高頼、太田頼基共に多田源氏の一族で、太田頼基は摂津国でも有力な武士であったと思われる。だが頼基の系譜については、厳密には多田源氏ではなく源満仲の次男頼親に始まる大和源氏の系統である。
また、『玉葉』の文治元年（1185年）10月30日の条によると、源頼朝と対立し翌日西国に向けて都落ちすることが決まった源義経、源行家らの一党に対し、頼基が「城郭」を構えて牽制する姿勢をみせており、更には義経の命を受け船の手配をしていた義経の所従紀伊権守兼資を討ったとある。

### 河原津の合戦

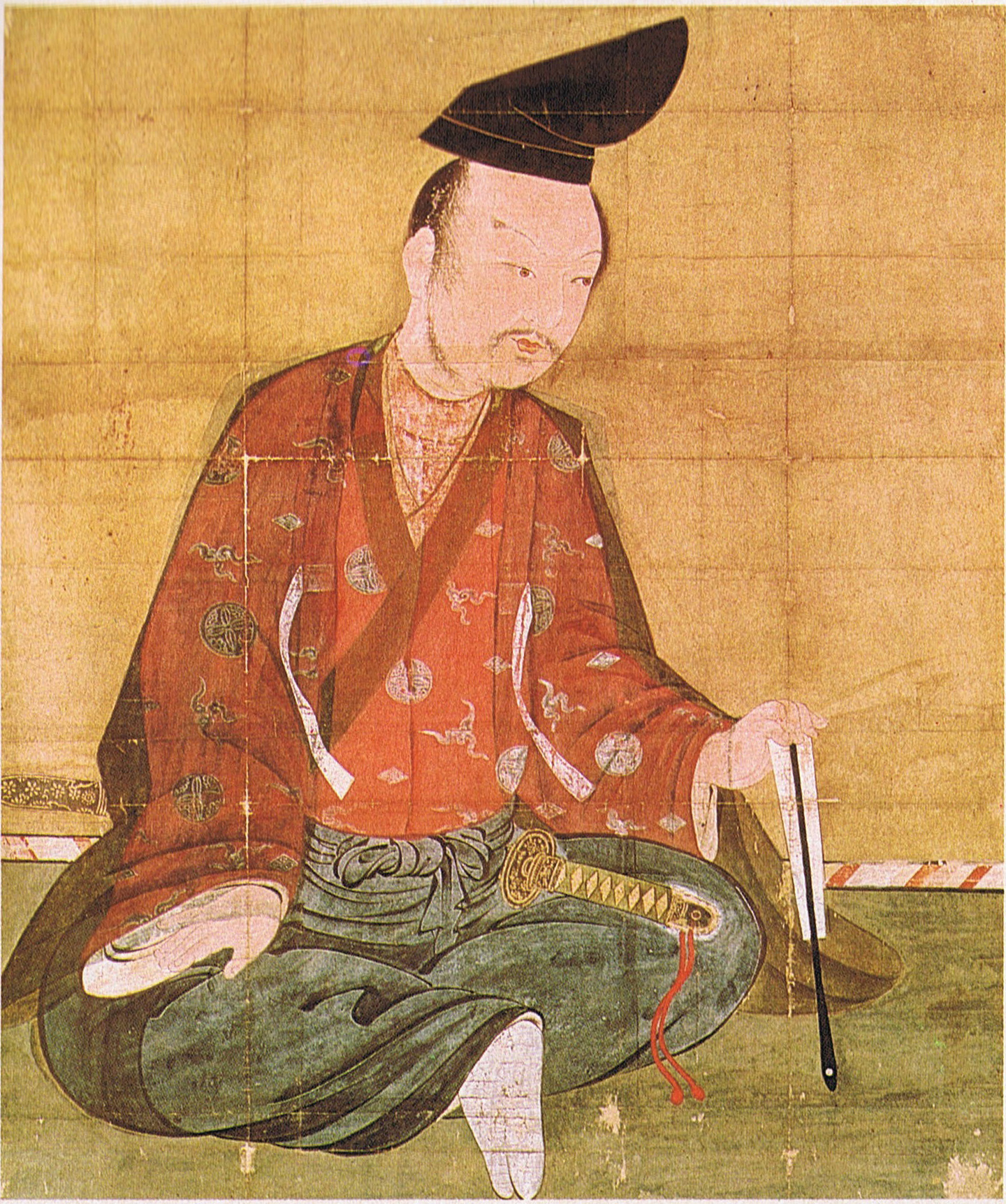
源義経像

河原津の合戦は『平家物語』巻第十二に記載されている。
これによると、平家を倒した源義経は、兄源頼朝が源義経を討ち取るため京に攻め上るという噂話を聞いたため、手勢500騎を引き連れて文治元年（1185年）11月3日に都から西国に逃走した。この報を聞いた太田頼基は「我が門の前を通しながら、矢一つ射かけであるべきか」と、太田城を出撃、河原津という場所に追い詰めた。この河原津という場所は、太田城から西国街道を通って、安威川にかかっている太田橋の西側の地名、現在の茨木市西太田町周辺である。
太田頼基は60騎で、源義経500騎を取り囲み攻撃したが、太田頼基自身も負傷し、多くが討たれ、馬も腹射され退却した。
勝利した源義経は、大物（現在の尼崎市）の浦より船に乗って下っていった。

### 廃城
その後約350年間この地域を治めていた太田城であったが、細川晴元と細川高国との争いの中、桂川原の戦いの前の大永7年（1528年）2月、波多野元清軍は茨木にあった城を次々と降服し開城した。その後史上から太田城の名が消えたので、この時廃城になったものと思われている。

## 城跡へのアクセス

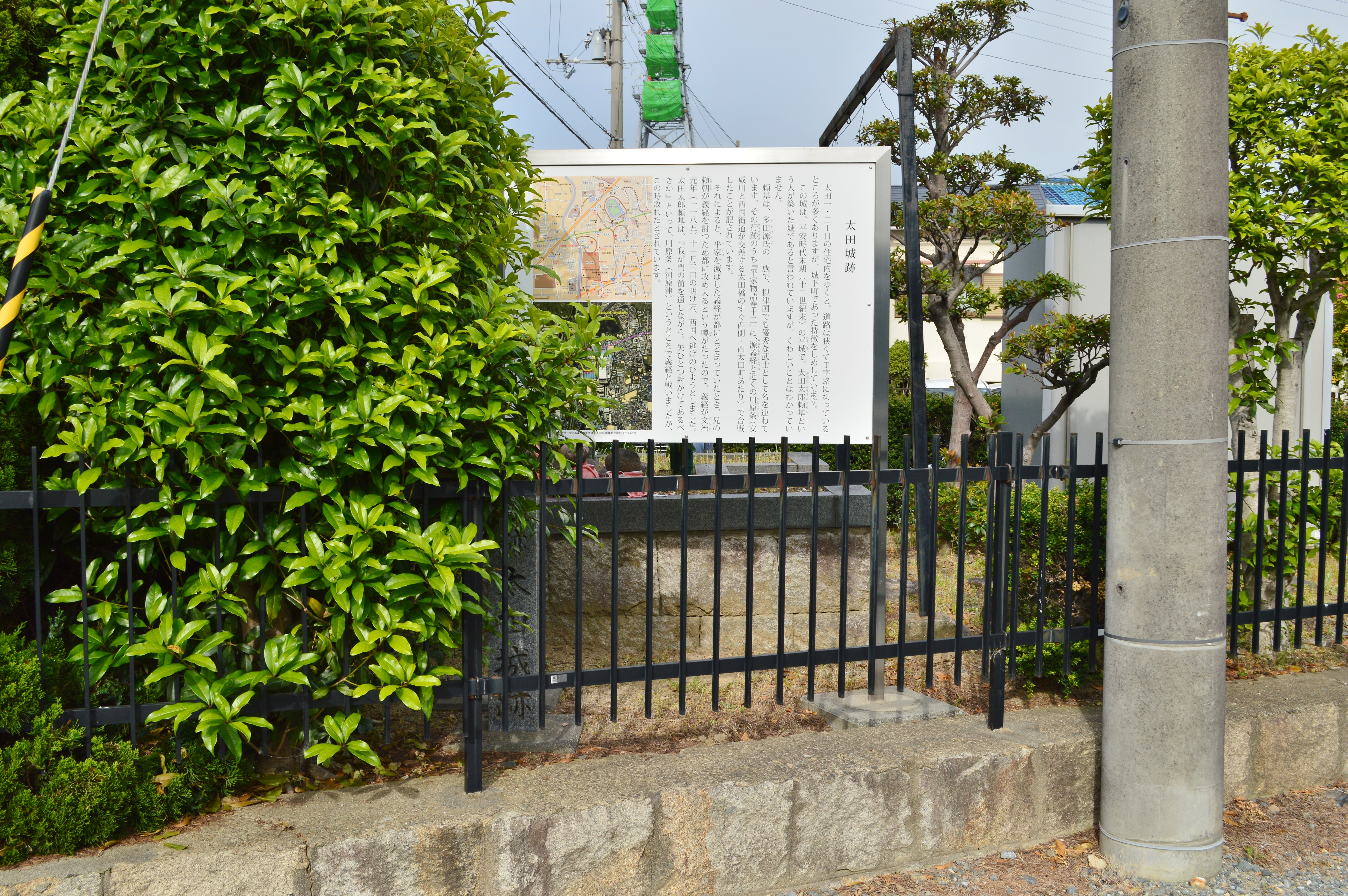
太田城跡碑・説明板

- 電車でのアクセス
  - JR京都線（東海道本線）茨木駅
  - 阪急京都本線 茨木市駅
    - 近鉄バス 2番のりば 東芝正面前下車
- 車でのアクセス
  - 名神高速道路 茨木IC → 国道171号
  - 近隣に駐車場なし